# بي إل دي تي
بي إل دي تي (بالإنجليزية: PLDT)‏ هي شركة اتصالات، وإنترنت، وخدمات رقمية في الفلبين. إنها واحدة من مزودي الاتصالات الرئيسيين في البلاد، إلى جانب غلوب تيليكوم. تأسست عام 1928، وهي أقدم وأكبر شركة اتصالات في الفلبين من حيث الأصول والإيرادات.

## وصلات خارجية
- الموقع الرسمي